# 小舟渡駅
小舟渡駅（こぶなとえき）は、福井県吉田郡永平寺町藤巻にある、えちぜん鉄道勝山永平寺線の駅である。駅番号はE19。

## 歴史
- 1914年（大正3年）3月11日：京都電燈越前電気鉄道の市荒川駅（現在の越前竹原駅） - 勝山駅間開業に伴い[3][4]、駅開設[1][2]。
- 1942年（昭和17年）3月2日：京福電気鉄道（京福）設立に伴い[5]、同社の越前線（後の越前本線）の駅となる[4]。
- 1978年（昭和53年）4月1日：列車交換設備を廃止、駅業務を無人化（無人駅）[2][6]。
- 2001年（平成13年）6月24日：列車正面衝突事故が発生（京福電気鉄道越前本線列車衝突事故）[7]。これに伴う全線運行休止により休業[6][8]。
- 2003年（平成15年）
  - 2月1日：京福がえちぜん鉄道に駅施設を譲渡[8]。同社の勝山永平寺線の駅となる[2]。
  - 10月19日：永平寺口駅 - 勝山駅間の運行再開に伴い、駅業務を再開[8]。
- 2021年 (令和3年) 3月2日：当駅周辺にて大規模な土砂崩れが発生し[9]、勝山駅 - 山王駅間で運転を見合わせ[10]。当初の復旧時期は4月下旬になる見込みであったが[11]、同年4月6日に運行を再開した[9][12][13]。

## 駅構造
単式ホーム1面1線を有する地上駅で無人駅である。かつては列車交換が可能な有人駅で駅舎もあったが、現在は無人化され1面1線となっている。駅西側に出入口があり、ホーム上屋と待合室がある。
駅名は、隣接して流れている九頭竜川に小さな舟をつないだ橋があったことに由来している。鉄道開業後、九頭竜川が増水したとき対岸の利用者が渡れないことから、1923年（大正12年）に鉄橋の小舟渡橋が架けられた。

## 利用状況
「勝山市統計書」によると、1日平均の乗車人員は以下のとおりである。
| 乗車人員推移 | 乗車人員推移 |
| 年度         | 1日平均人数  |
| ------------ | ------------ |
| 2003年       | 4            |
| 2004年       | 6            |
| 2005年       | 6            |
| 2006年       | 6            |
| 2007年       | 7            |
| 2008年       | 5            |
| 2009年       | 9            |
| 2010年       | 9            |
| 2011年       | 9            |
| 2012年       | 9            |
| 2013年       | 9            |
| 2014年       | 6            |
| 2015年       | 7            |
| 2016年       | 8            |
| 2017年       | 9            |
| 2018年       | 7            |
| 2019年       | 7            |
| 2020年       | 4            |
| 2021年       | 6            |
| 2022年       | 7            |

## 駅周辺
北の九頭竜川、南の山に挟まれるため、対岸とは駅名の由来である小舟渡橋が連絡しているものの、付近に建物はわずかである。
駅近くには、福井県では初めての遊園地である小舟渡遊園地（開業時は京都電燈直営）や小舟渡かまぶろ温泉（1961年9月1日開業）があったが、温泉の利用者の減少に伴い2002年（平成14年）3月15日に閉館した。

## 隣の駅
えちぜん鉄道
■勝山永平寺線
□快速（上りのみ）
通過
■普通
越前竹原駅 (E18) - 小舟渡駅 (E19) - 保田駅 (E20)